# Chris Cleave
Chris Cleave (ur. 1973 w Londynie) – pisarz i dziennikarz brytyjski.

## Życiorys
Cleave urodził się w Londynie, a dorastał w Kamerunie i Buckinghamshire. Studiował psychologię eksperymentalną w Balliol College na Uniwersytecie Oxfordzkim. Wykonywał różne zawody: pływał po Morzu Śródziemnym, był barmanem w Melbourne, przez trzy lata pracował w redakcji The Daily Telegraph, a następnie w lastminute.com. W 2003 postanowił całkowicie poświęcić się pisarstwu. Mieszka w Paryżu z żoną Francuzką i dwojgiem dzieci.
Jego debiutancka powieść Drogi Osamo została wydana w dwudziestu krajach i otrzymała nagrodę Somerset Maugham Award za rok 2006, a w 2008 została sfilmowana.

## Twórczość
- Incendiary (2005) - Drogi Osamo (2006)
- The Other Hand (2008 w Wielkiej Brytanii; 2009 w Stanach Zjednoczonych i Kanadzie pod tytułem Little Bee)